# Xavier Estrada Fernández
Xavier Estrada Fernández (Lérida, 27 de enero de 1976) es un exárbitro de fútbol y político español de Esquerra Republicana de Catalunya, concejal del Ayuntamiento de Lérida desde 2023. Pertenece al Colegio Catalán de Arbitraje.

## Trayectoria
Comenzó en el arbitraje en la temporada 1996/97. En Segunda División permaneció 3 temporadas desde la 2006/07 a la 2008/09 donde arbitró 66 choques.
Consigue el ascenso a Primera División de España junto al colegiado castellano y leonés José Luis González González, convirtiéndose en el segundo ilerdense que ha dirigido partidos en la máxima categoría del fútbol español, ya que anteriormente lo hizo Andreu Molina Segovia en los años 1970. Debutó en la Primera División de España el 30 de agosto de 2009 en el partido R. C. D. Mallorca contra el Xerez C.D. (2-0).
Fue el árbitro del partido inaugural del estadio Cornellá-El Prat entre el R.C.D. Español y el Liverpool (3-0) el 2 de agosto de 2009.
Dirigió el partido de ida de la Supercopa de España de 2014 entre el Real Madrid C. F. y el Atlético de Madrid (1-1).

## Internacional
Tras su ascenso a Primera División de España debutó como cuarto árbitro en el partido de segunda fase previa de Liga de Campeones que arbitró Eduardo Iturralde González entre el FC Shakhtar Donetsk y el FC Timişoara (2-2).
Desde enero de 2013 es árbitro internacional.
| Categoría                    | País          | Año   | Partidos |
| ---------------------------- | ------------- | ----- | -------- |
| Liga de Campeones de la UEFA | Unión Europea | 2015- | 4        |
| Liga Europa de la UEFA       | Unión Europea | 2013- | 15       |

Dirigió la final del campeonato de Europa Sub-19 de 2014 celebrada en Budapest entre Alemania y Portugal (1-0).
| Eurocopa Sub-21 de 2015 | Eurocopa Sub-21 de 2015 | Eurocopa Sub-21 de 2015 | Eurocopa Sub-21 de 2015 |
| Fecha                   | Partido                 | Resultado               | Ronda                   |
| ----------------------- | ----------------------- | ----------------------- | ----------------------- |
| 17 de junio de 2015     | Alemania – Serbia       | 1-1                     | Fase de grupos          |
| 21 de junio de 2015     | Suecia – Inglaterra     | 0-1                     | Fase de grupos          |

## Temporadas
| Categoría            | País   | Año        | Partidos |
| -------------------- | ------ | ---------- | -------- |
| Segunda División "B" | España | 2004-2006  | 27       |
| Segunda División     | España | 2006-2009  | 66       |
| Primera División     | España | 2009- 2021 | 241      |

## Premios
- Silbato de oro de Primera División (2): 2010 y 2012
- Trofeo Vicente Acebedo (1): 2019

## Política
En las elecciones municipales de 2023 fue elegido concejal del Ayuntamiento de Lérida por el partido Esquerra Republicana de Catalunya.

## Estudios
Es diplomado en Trabajo Social por la Universidad de Lérida y licenciado en Ciencias del Trabajo y graduado en Psicología por la Universidad Abierta de Cataluña. Además, tiene el máster en Estudios y Políticas de la Juventud, que estudió entre la Universidad de Lérida, la Universidad Rovira i Virgili, la Universidad de Barcelona y la Universidad de Gerona, el máster en Psicología del Deporte y de la Actividad Física por el Instituto Europeo Campus Stellae, y el máster en Neuropsicología por la Universidad Abierta de Cataluña. Actualmente está estudiando el máster en Alimentación en la Actividad Física y el Deporte en la Universidad Abierta de Cataluña.